# الهيدروجين الضوئي
الهيدروجين الضوئي هو هيدروجين يتم إنتاجه بمساعدة الضوء الاصطناعي أو الطبيعي. بهذه الطريقة تقسم ورقة الشجرة جزيئات الماء إلى بروتونات (أيونات الهيدروجين) ، وإلكترونات (لإنتاج الكربوهيدرات ) وأكسجين (يتم إطلاقه في الهواء كمخلفات).  يمكن أيضًا إنتاج الهيدروجين الضوئي عن طريق التفكك الضوئي للماء بواسطة الضوء فوق البنفسجي .
تتم مناقشة الهيدروجين الضوئي أحيانًا في سياق الحصول على الطاقة المتجددة من ضوء الشمس ، باستخدام الكائنات المجهرية مثل البكتيريا أو الطحالب . تصنع هذه الكائنات الهيدروجين بمساعدة إنزيمات الهيدروجين التي تحول البروتونات المشتقة من تفاعل تقسيم الماء إلى غاز الهيدروجين الذي يمكن بعده جمعه واستخدامه كوقود حيوي .  
أنظر أيضا
- لوحة الهيدروجين الشمسية
- التخمير الضوئي
- إنتاج الهيدروجين البيولوجي (الطحالب)
- خلية كهروكيميائية ضوئية
- البناء الضوئي
- دورة الهيدروجين
- اقتصاد الهيدروجين